# Степной прыткий муравей
Степной прыткий муравей (лат. Formica cunicularia) — вид средних по размеру муравьёв подрода Serviformica рода Formica из подсемейства Формицины (Formicinae). Включён в Красную книгу Челябинской области.

## Описание

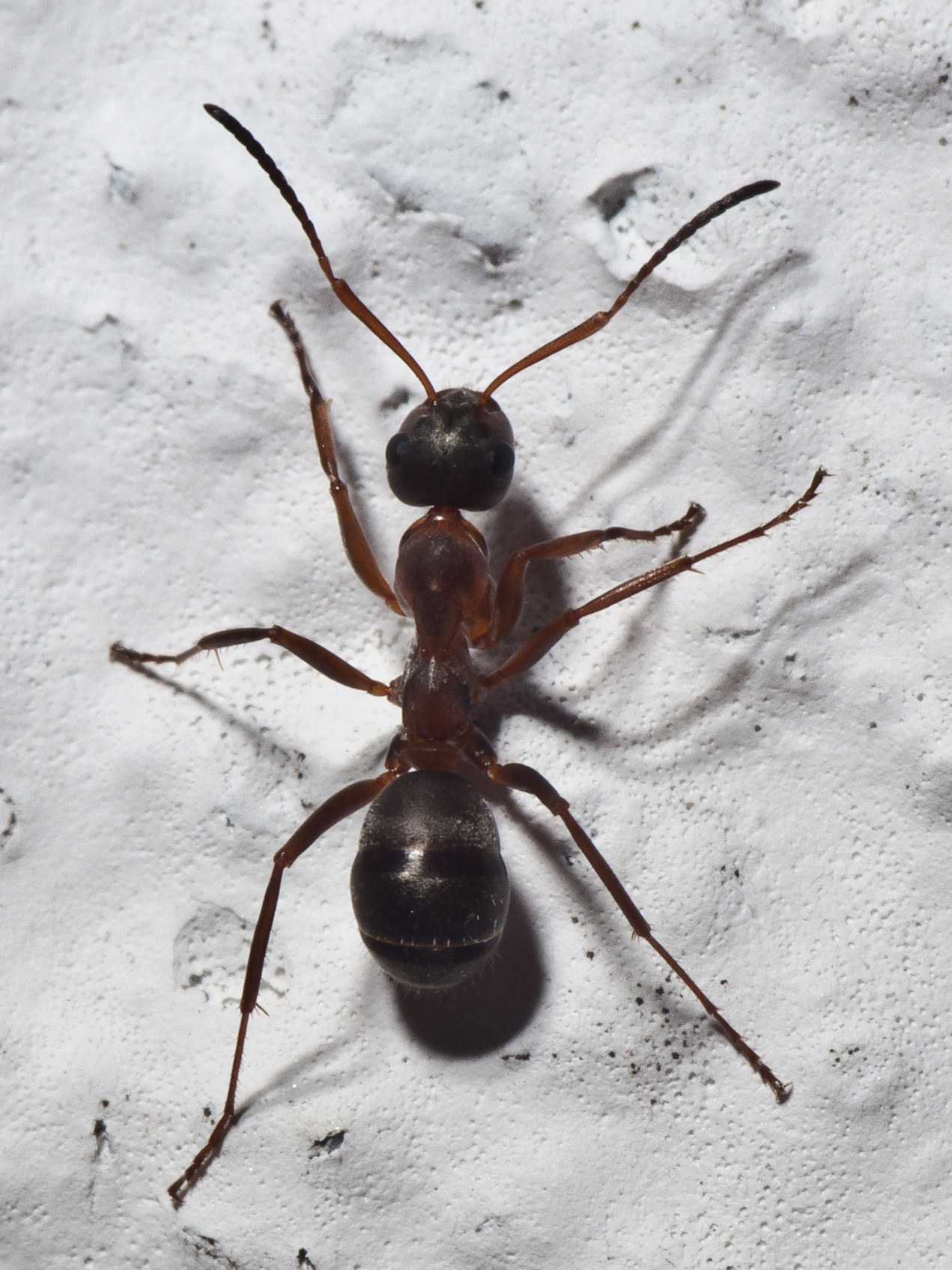

Брюшко чёрное, грудка рыжевато-коричневая. От близкого вида Formica rufibarbis отличается меньшим количеством отстоящих волосков на груди (не более 3 пар).
Будучи факультативным доминантом Formica cunicularia, вытесняется из многовидового комплекса гнёзд, в который естественным путём внедряются семьи облигатных доминантов Formica pratensis, но вытесняются муравьями Lasius fuliginosus.

## Зрение
Экспериментальные результаты показывают, что фуражиры F. cunicularia имеют двухцветную систему цветового зрения на основе двух возможных типов фоторецепторов, чувствительных к УФ и зелёному цвету (370 и 540 нм). Также получены доказательства того, что их зрительная система чувствительна для длин волн, соответствующих синему и красному диапазонам спектра.

## Распространение
Средняя и южная Европа. Подвид F. cunicularia glauca Ruzsky, 1895 встречается в степной зоне Восточной Европы, Сибири, до Афганистана и Китая.

## Классификация
Данный вид относится к подроду Serviformica, включающему самых примитивных представителей рода Формика.